# 6ª Divisione alpina "Alpi Graie"
La 6ª Divisione alpina "Alpi Graie" era una divisione alpina del Regio Esercito Italiano durante la seconda guerra mondiale.

## Storia
La 6ª Divisione alpina "Alpi Graie" fu una divisione di fanteria alpina che ebbe una corta vita. Visse negli anni della seconda guerra mondiale, durante la quale conquistò molte decorazioni.
Deve il suo nome al settore delle Alpi occidentali comprese tra la Valle d'Aosta e la Val di Susa.
Tra il 14 ed il 16 dicembre 1941 il 4º Gruppo alpini "Valle" venne mandato in Montenegro come parte del XIV corpo, dove verso la fine del mese dovette combattere aspramente per riuscire ad arrivare a Crkvice e Grahovo e dar luogo all'occupazione italiana del Montenegro.
Nel marzo del 1942 fu spedito in Montenegro il Comando della Divisione Alpi Graie con quartier generale a Danilovgrad, dove il comandante, generale di divisione Mario Girotti, aveva agli ordini il 2º e il 4º Gruppo "Valle", specialmente impegnato nella lotta antipartigiana. Tito infatti aveva aizzato i partigiani contro gli invasori, ma alla fine si dovette arrendere, ritirandosi in Bosnia con circa 3000 uomini.
Sempre nel 1942 il 3º Gruppo alpini "Valle" venne invece inviato in Francia con l'ordine iniziale di presidiare la Valle dell'Arc, e a novembre di iniziare ad occupare i territori francesi. Al comando del gruppo si trovava il Col. A. Bruzzone.
Nel 1943 la divisione, al comando del Gen. Mario Gorlier, viene richiesta in Liguria per presidiare il porto della Spezia, ma con l'8 di settembre 1943 giunge l'armistizio e le truppe si trovarono ora di fronte ad un nuovo nemico, i tedeschi. In particolare il 3° Gr. "Valle", schierato a Sarzana, e il 4° Gr. "Valle", schierato alla destra del fiume Magra, resistettero strenuamente per quattro giorni all'assalto di un'intera divisione corazzata tedesca, consentendo alla Squadra Navale di prendere il largo indenne sottraendosi alla cattura. Fortunatamente solo pochi alpini della divisione vengono catturati dai nazisti e deportati in Germania.
I nomi di due appartenenti alla divisione Alpi Graie figurano nell'elenco CROWCASS (Central Registry of War Criminals and Security Suspects) (1947) delle persone ricercate dalla Jugoslavia per crimini di guerra.

## Composizione
Nel seguito si riportano i reparti e gli organici che nella breve storia della divisione sono variati per esigenze operative.
Nel 1941 facevano parte della divisione unità di fanteria e di artiglieria:
- 3º Grp. alpino "Valle"
  - Btg. Val Pellice
  - Btg. Val Cenischia
  - Btg. Val Toce
  - Grp. art. Val d'Orco
- 4º Grp. alpino "Valle"
  - Btg. Val Chisone
  - Btg. Susa
  - Btg. Val d'Orco
  - Grp. art. Val d'Adige

Nel 1942 invece:
- 1º Grp. alpino "Valle"*
  - Btg. Val Tagliamento
  - Btg. Val Fella
  - Btg. Val Natisone
  - Grp. art. Val Tagliamento
- 2º Grp. alpino "Valle"
  - Btg. Val Leogra
  - Btg. Val Pescara
  - Grp. art. Valle Isonzo
- 3º Grp. alpino "Valle"
  - Btg. Val Pellice
  - Btg. Val Cenischia
  - Btg. Val Toce
  - Grp. art. Val d'Orco
- 4º Grp. alpino "Valle"
  - Btg. Val Chisone
  - Btg. Susa
  - Btg. Val d'Orco
  - Grp. art. Val d'Adige

Nel 1943:
- 3º Grp. alpino "Valle"
  - Btg. Val Pellice
  - Btg. Val Dora
  - Btg. Val Fassa
- 4º Grp. alpino "Valle"
  - Btg. Susa
  - Btg. Val Chisone
  - Btg. Val d'Orco
- 6º Rgt. art. alpina
  - Grp. art. Val d'Adige
  - Grp. art. Val Chisone
- 6º Btg. misto genio

## Alpini degni di nota
- Adolfo Serafino
- Remigio Vigliero